# Dasineura tetragynae
Dasineura tetragynae är en tvåvingeart som först beskrevs av Debski 1918.  Dasineura tetragynae ingår i släktet Dasineura och familjen gallmyggor.
Artens utbredningsområde är Egypten. Inga underarter finns listade i Catalogue of Life.